# تیگران نرسیسیان (بازیگر)
تیگران بابکنی نرسیسیان (ارمنی: Տիգրան Բաբկենի Ներսիսյան؛ زادهٔ ۷ مهٔ ۱۹۶۶) بازیگر سینما، تلویزیون و تئاتر اهل ارمنستان است.

## زندگی‌نامه
تیگران نرسیسیان در ۷ مهٔ ۱۹۶۶ در ایروان به دنیا آمد و فرزند بابکن نرسیسیان می‌باشد. وی از آکادمی دولتی هنرهای زیبای ارمنستان فارغ‌التحصیل گشت. در ۳۰ ژانویه ۱۹۸۸ با نلی خرانیان ازدواج کرد و دو دختر دارد. وی برنده جوایزی همچون مدال موسس خورناتسی، هنرمند مردمی ارمنستان و مدال طلای وزارت فرهنگ جمهوری ارمنستان شده‌است.

## گزیده فیلمشناسی
از فیلم‌ها یا برنامه‌های تلویزیونی که وی در آن نقش داشته‌است می‌توان به مادر جایگزین اشاره کرد.

## یادداشت
1. ↑  Անի Ներսիսյան
2. ↑  Մանե Ներսիսյան

## نگارخانه

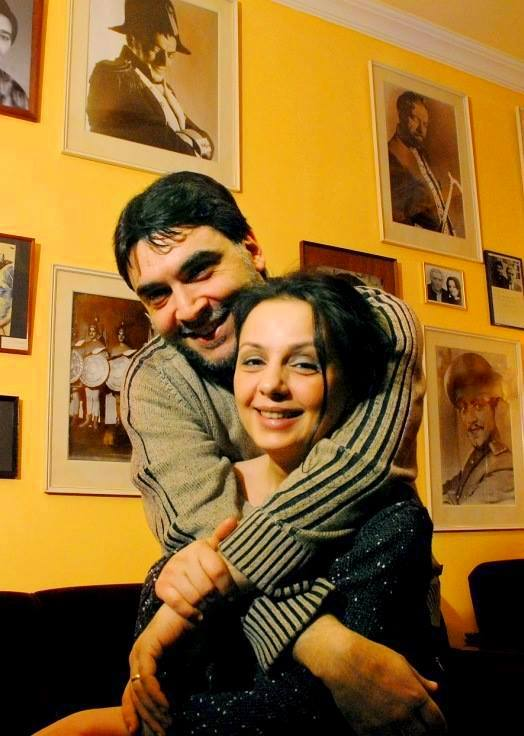
تیگران و همسرش نلی خرانیان